# Ramón Blanco y Erenas
Ramón Blanco y Erenas, marchese di Peña Plata (San Sebastián, 15 settembre 1833 – Madrid, 14 aprile 1906), è stato un generale spagnolo di origine basca.
Blanco fu inviato ai Caraibi nel 1858 e governò Cuba e Santo Dominigo. Nel 1861 tornò in Spagna ma fu poi mandato nelle Filippine (1866–1871). Successivamente, fece nuovamente ritorno in Spagna dove prestò servizio durante la Terza Guerra Carlista, dove ottenne il grado di brigadiere. Ha servito come capitano generale di Navarra dopo aver preso parte all'offensiva del 1876 nella valle del Baztan, dove acquisì il titolo di marchese.  Nell'aprile del 1879 fu inviato nuovamente a Cuba come capitano generale, e fu coinvolto nella Piccola Guerra (Cuba). Tornò in Spagna nel novembre del 1881 e prestò servizio come capitano generale della Catalogna e dell'Estremadura.

## Governatore generale delle Filippine (1893 - 13 dicembre 1896)
Nel 1893, Antonio Cánovas del Castillo lo mandò alle Filippine, dove Blanco rimase fino al 13 dicembre 1896. L'elettricità era arrivata a Manila nel 1893. Nel 1895, Blanco annunciò all'Esposizione delle Filippine del 1895 che l'arcipelago è predestinato ad un grande futuro.  Blanco fu costretto a fare i conti con il movimento indipendentista guidato da Katipunan. Nel complesso, Blanco ha adottato un atteggiamento conciliante, cercando di migliorare l'immagine della Spagna di fronte all'opinione pubblica mondiale.  Tuttavia, mise otto province sotto la legge marziale ( Manila, Bulacan, Cavite, Pampanga, Tarlac, Laguna, Batangas e Nueva Ecija), che in seguito sarebbero stati rappresentati negli otto raggi del sole nella bandiera delle Filippine. Gli arresti e gli interrogatori si intensificarono e molti filippini morirono per le torture.
Quando scoppiò la rivoluzione, una figura di spicco José Rizal viveva come esiliato politico a Dapitan e si era appena offerto volontario per prestare servizio come medico a Cuba, dove era in corso una rivoluzione simile. Blanco permise a Rizal, che desiderava allontanarsi dalla Rivoluzione filippina, di servire a Cuba per assistere le vittime della febbre gialla. Rizal, tuttavia, venne arrestato durante il viaggio, tuttavia Blanco non lo poté aiutare a causa delle sue dimissioni forzate il 13 dicembre. Il governatore era stato attaccato dalle forze conservatrici (tra cui la cosiddetta frailocracia, i frati domenicani che esercitavano più potere del governo civile) per essere troppo conciliante verso i filippini che cercavano l'indipendenza; questi ultimi avevano inviato una denuncia a Madrid.  Nella battaglia di Binakayan-Dalahican, Blanco subì la sua più grande sconfitta contro i rivoluzionari guidati da Santiago Alvarez ed Emilio Aguinaldo. Blanco fu sostituito da Camilo Polavieja (r. 1896–1897) come governatore generale.
Rizal fu giustiziato il 30 dicembre, contro il volere di Blanco, che  in seguito avrebbe presentato la sua fascia e la sua spada alla famiglia Rizal come scuse.
Blanco era stato difeso da liberali come ad esempio Ramiro de Maeztu, il quale in un articolo del 24 luglio 1898 dichiarava: "Ma... Blanco, che nelle Filippine, di fronte al parere della Giunta delle Autorità e dei più illustri e nobili giornalisti, tennero a lungo le sue truppe nella capitale, giudicando preferibile rimanere prudentemente in questa posizione piuttosto che morire di morte gloriosa ma inutile...”

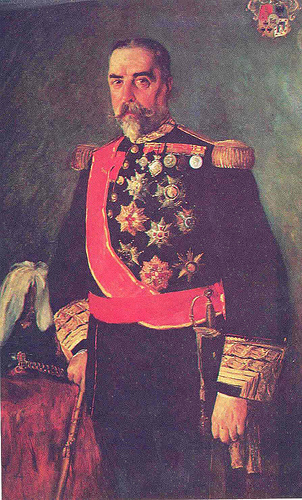
Ritratto del governatore generale delle Filippine Ramón Blanco y Erenas del pittore filippino Juan Luna.

## Capitano generale di Cuba (1897-1898)
Tuttavia, la reputazione di Blanco come figura conciliatrice portò il governo di Práxedes Mateo Sagasta a mandarlo a Cuba, dove sostituì il decisamente incendiario Valeriano Weyler come Capitano Generale di Cuba.  Alla fine del 1897, Weyler aveva trasferito più di 300.000 cubani in "campi di concentramento", dove non era riuscito a provvedere a loro in modo adeguato. Di conseguenza, queste aree divennero pozzi neri di fame e malattie, dove morirono molte centinaia di migliaia di persone.
Dopo lo scoppio della guerra ispano-americana Blanco fu costretto a invertire la dura politica di Weyler nei confronti dei cubani difendendo allo stesso tempo l'isola. Dopo l'affondamento del Maine il 15 febbraio 1898, Charles Dwight Sigsbee aveva scritto che "molti ufficiali spagnoli, compresi i rappresentanti del generale Blanco, ora sono con noi per esprimere simpatia." In un cablogramma, il ministro spagnolo delle Colonie, Segismundo Moret, aveva consigliato a Blanco di "raccogliere tutti i fatti possibili per dimostrare che la catastrofe del Maine non può essere attribuita a noi." Blanco propose un'indagine congiunta ispano-americana sul naufragio.
Durante il 5 marzo 1898 Blanco propose a Máximo Gómez che il generale cubano e le sue truppe si unissero a lui e all'esercito spagnolo per respingere gli Stati Uniti di fronte alla guerra ispano-americana. Blanco fece appello all'eredità condivisa dei cubani e degli spagnoli e promise l'autonomia dell'isola se i cubani avrebbero aiutato a combattere gli americani. Blanco aveva dichiarato: "Come spagnoli e cubani ci troviamo contrapposti agli stranieri di razza diversa, che sono di natura avida... È giunto il momento supremo in cui dovremmo dimenticare le differenze passate e, con spagnoli e cubani uniti per la Spagna non dimenticherà il nobile aiuto dei suoi figli cubani, e una volta che il nemico straniero sarà espulso dall'isola, lei, come una madre affettuosa, abbraccerà tra le sue braccia una nuova figlia tra le nazioni del Nuovo Mondo, che parla la stessa lingua, pratica la stessa fede e sente scorrere nelle sue vene lo stesso nobile sangue spagnolo."  Nonostante queste parole Gómez ha rifiutato di aderire al piano di Blanco.
Blanco credeva fosse meglio combattere che arrendersi agli americani. Ordinò a Pascual Cervera y Topete di rompere il blocco americano, portando alla battaglia di Santiago de Cuba.
Durante il governatorato di Blanco, le spoglie di Cristoforo Colombo furono riportate nella Cattedrale di Siviglia in Spagna, dove furono deposte su un elaborato catafalco.
Blanco tornò in Spagna dopo la fine della guerra ispano-americana.

## Nella cultura popolare
- Interpretato da Allan Perez nel film filippino del 2012, El Presidente.
- Interpretato da Bon Vibar nel film filippino del 1998, José Rizal, e nel film filippino del 2014, Bonifacio: Ang Unang Pangulo.